# Cruzești, Chișinău
Cruzești este satul de reședință al comunei cu același nume din sectorul Ciocana, municipiul Chișinău, Republica Moldova.

## Demografie

### Structura etnică
Structura etnică a satului Cruzești conform recensământului populației din 2004:
| Grup etnic                                               | Populație | % Procentaj  |
| -------------------------------------------------------- | --------- | ------------ |
| Băștinași declarați Moldoveni Băștinași declarați Români | 1583 15   | 97,78% 0,93% |
| Ucraineni                                                | 9         | 0,56%        |
| Ruși                                                     | 8         | 0,49%        |
| Bulgari                                                  | 2         | 0,12%        |
| Găgăuzi                                                  | 1         | 0,06%        |
| Alții                                                    | 1         | 0,06%        |
| Total                                                    | 1619      |              |